# Agnes Hardie
Pour les articles homonymes, voir Hardie.
Agnes Agnew Hardie, née Pettigrew le 6 septembre 1874 et morte le 24 mars 1951, est une femme politique britannique travailliste, membre du Parlement pour la circonscription de Glasgow Springburn entre 1937 et 1945.

## Biographie
Elle travaille comme vendeuse dans un magasin de Glasgow et devient une membre active d'un syndicat (le Shop Assistants' Union). Pendant la Première Guerre mondiale, elle milite au sein de la branche féminine du Parti travailliste et est membre de la Glasgow Education Authority. Elle épouse le député George Hardie, frère de James Keir Hardie. Entre 1918 et 1923, elle organise le mouvement féminin travailliste en Écosse.
Lors de l'élection législative partielle dans la circonscription de Glasgow Springburn en 1937, qui a lieu après la mort de son mari, elle est élue députée, occupant ce poste jusqu'en 1945.

## Source de la traduction
- (en) Cet article est partiellement ou en totalité issu de l’article de Wikipédia en anglais intitulé « Agnes Hardie » (voir la liste des auteurs).